# Giovanni Antonio da Lucoli
Giovanni Antonio da Lucoli (L'Aquila o Lucoli, 1491 – dopo il 1539) è stato uno scultore italiano.

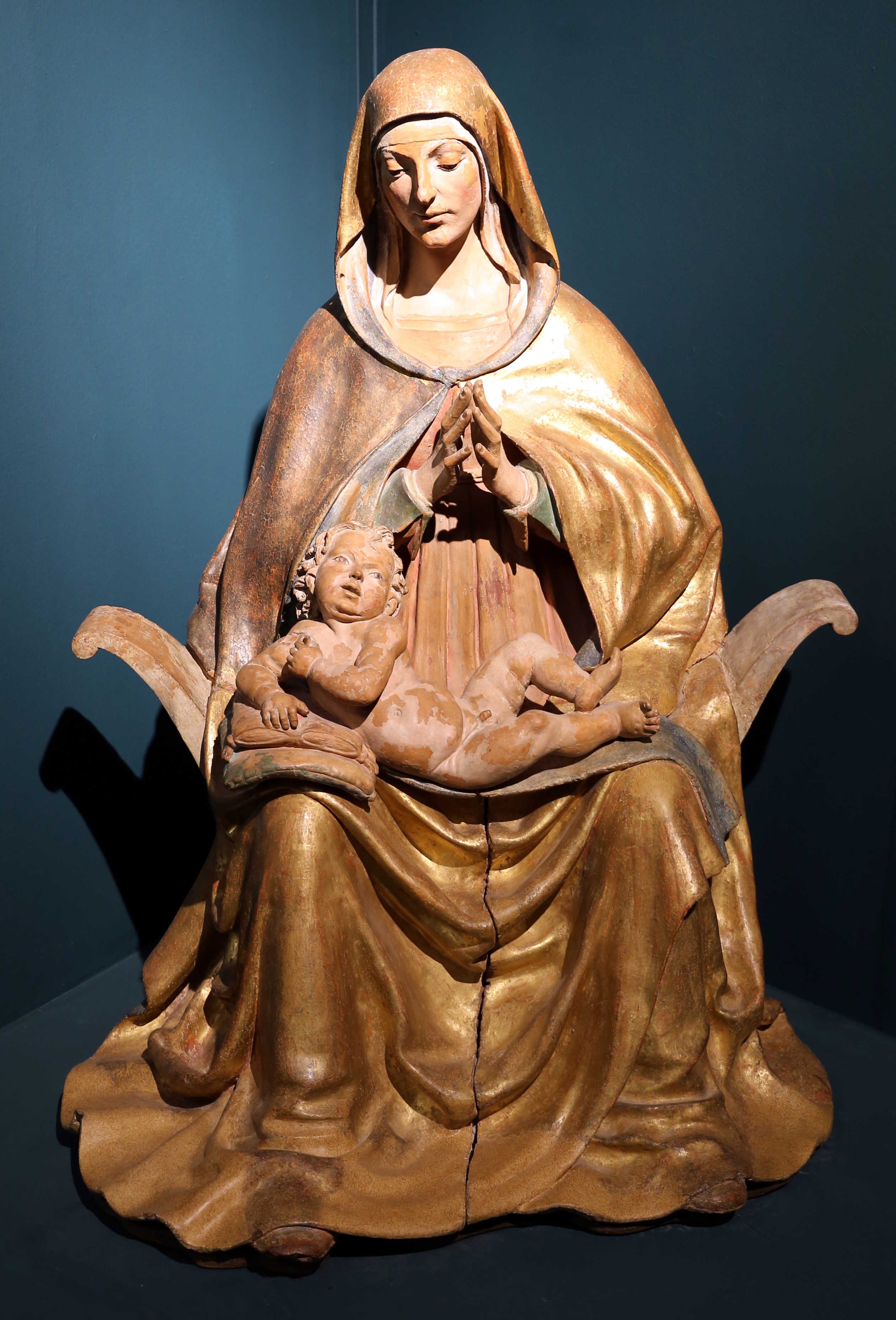
Madonna col Bambino, Ascoli, Pinacoteca civica

Sue opere si trovano nella chiesa di Santa Giusta all'Aquila e in quella di San Domenico a Teramo. Si formò nella bottega di Saturnino Gatti.
Le opere attribuitegli sono: La Madonna adorante con Bambino proveniente dall'abbazia di San Giovanni di Lucoli (1529-32), ora nella Pinacoteca civica di Ascoli Piceno, la Santa Caterina d'Alessandria proveniente da Stiffe (AQ), restaurata dopo il terremoto del 2009 e depositata nel magazzino della Curia arcivescovile aquilana, la Madonna delle Grazie (1510) presso la chiesa di Santa Sinforosa o dell'Assunta in Tossicia (TE), la Madonna Adorante col Bambino proveniente dal convento di San Domenico di Teramo, conservata nel MUNDA - Museo Nazionale d'Abruzzo all'Aquila. Nel 1534 realizza la Madonna col Bambino conservata nella chiesa di Santa Maria della Tomba a Sulmona. Nel 1537 realizza la pittura della Natività per conto della Confraternita del Santissimo Sacramento dell'Aquila, ora conservata nel MUNDA. Angelo Leosini nelle sue biografie degli uomini illustri aquilani, gli attribuisce la "Disputa di Cristo fra i dottori" per la chiesa di San Flaviano all'Aquila, la Madonna della Neve, presso il monastero agostiniano di Sant'Amico (ora nel MUNDA) e la lunetta della chiesa di Santa Giusta all'Aquila, con il ritratto della Madonna in trono tra San Giovanni e Santa Giusta.
La critica, partendo da Mario Chini, ha intravisto una certa eleganza nel motivo ricorrente della staturaria del gruppo della Madonna col Bambino tra le ginocchia, dove Giovanni Antonio dimostra di essere un degno epigono del Gatti nel rinascimento abruzzese aquilano